# オメプラゾール
オメプラゾール(Omeprazole)は、プロトンポンプ阻害薬に属する胃酸抑制薬の一つである。商品名はオメプラールでアストラゼネカ株式会社から、オメプラゾンで三菱ウェルファーマ株式会社から発売されている。胃の壁細胞に存在するプロトンポンプを直接抑制することによりH+の放出を阻害し、胃酸の産生を抑制する。胃食道逆流症や消化性潰瘍などの治療に使用される。リスクの高い患者に対して上部消化管出血を予防するためにも用いられる。錠剤のほか、点滴静注で用いられる。
主な副作用は悪心、嘔吐、頭痛、鼓腸放屁である。重篤な副作用には、偽膜性大腸炎や、肺炎および骨折のリスク増加、胃癌症状隠蔽が挙げられる。妊婦に対する安全性は明らかではない。
オメプラゾールは1979年に発見された。WHO必須医薬品モデル・リストに収載されている。

## 効能・効果
- 胃潰瘍
- 吻合部潰瘍
- 十二指腸潰瘍
- 逆流性食道炎
- 非びらん性胃食道逆流症（NERD）
- ゾリンジャー・エリソン症候群（英語版）
- ヘリコバクター・ピロリの除菌の補助（アモキシシリン、クラリスロマイシンとの併用等）[8]

以上が錠剤の適応疾患である。経口投与不能の、出血を伴う胃潰瘍、十二指腸潰瘍、急性ストレス潰瘍、急性胃粘膜病変、ゾリンジャー・エリソン症候群に対しては、点滴静注を用いる事もできるが、臨床試験で投与期間が7日間を超えた事はない。
ペニシリンにアレルギーがある患者でピロリを除菌する場合には、アモキシシリンの代わりにメトロニダゾールを用いることができる。

## 副作用
錠剤を潰瘍性疾患の治療に用いた際の副作用発現率は2〜4%で、0.1%以上に発現する副作用は、発疹、下痢・軟便、AST（GOT）上昇、ALT（GPT）上昇、Al-P上昇、γ-GTP上昇、白血球数減少である。ヘリコバクター・ピロリの除菌（オメプラゾール、アモキシシリン、クラリスロマイシンの3剤）の臨床試験では53.2%、製造販売後調査では8.5%に副作用が見られ、1%以上に発現する副作用は、発疹、下痢・軟便（19.9%）、味覚異常（7.8%）、口内炎、腹痛、食道炎、腹部膨満感である。
注射剤の副作用発現率は臨床試験で1.3%、特定使用成績調査で1.5%で、嘔気、下痢、血管痛、AST（GOT）上昇、ALT（GPT）上昇、発疹等が見られた。
重大な副作用は、
- ショック、アナフィラキシー
- 汎血球減少症、無顆粒球症、溶血性貧血、血小板減少
- 劇症肝炎、肝機能障害(0.1%未満)、黄疸(0.1%未満)、肝不全
- 中毒性表皮壊死融解症(Toxic Epidermal Necrolysis:TEN)、皮膚粘膜眼症候群(Stevens-Johnson症候群)
- 間質性腎炎、急性腎不全
- 視力障害、低ナトリウム血症、間質性肺炎、横紋筋融解症、錯乱状態

である。(発現率未記載の副作用は頻度不明)
1991年のレビューでは、1%以上に見られる副作用として、頭痛（7%）、眩暈（2%）、上気道感染症（2%）、咳嗽（1%）、腹痛（5%）、下痢（4%）、嘔気（4%）、嘔吐（3%）、酸逆流（2%）、便秘（2%）、背部痛（1%）、脱力感（1%）、発疹（2%）が挙げられている。そのほか、Clostridium difficile 腸炎（偽膜性大腸炎）に伴う下痢の再発、骨密度減少に続発する骨折、低マグネシウム血症が発生する可能性もある。
ビタミンB12や鉄の吸収不全が起こる懸念もあるが、サプリメントを摂取していれば問題はならない。
プロトンポンプ阻害薬（PPI）、特にオメプラゾールが使われる様になって以来、急性間質性腎炎が報告される様になった。
PPIの長期間使用と胃底腺由来のポリープ（胃底腺ポリープとは区別される）生成は強く相関しているが、癌の原因とはならず、PPIの中止で回復する。PPI使用と胃癌発生の相関関係はないが、PPIを使う事で胃癌や他の重篤な消化器疾患の症状が隠されることがある。

### 妊産婦・授乳婦
妊娠中にオメプラゾールを用いる事で、児の出生時に大きな有害事象を生ずるリスクが増加するとは示されなかった。
授乳中にオメプラゾールを用いる事で児に副作用が生じるか否かを掘り下げて検討した臨床試験はないが、ラットでは乳汁中に血中濃度の1〜4倍の濃度で移行することが知られている。通常の使用量であれば安全であろうという資料もある。

## 相互作用
抗HIV薬であるアタザナビルと リルピビリンは、オメプラゾールの併用で効果が減弱するので併用禁忌である。
多くの薬剤と薬物相互作用を起こす可能性は高いが、その他臨床的に問題となるものは比較的少ない。
最も問題になるものは、オメプラゾール併用時のクロピドグレルの活性化減少であろう。結論は出ていないものの、この相互作用は服用患者の脳卒中および心臓発作のリスクを増加させ得る。日本の添付文書では併用注意の項に取り上げられている。これはオメプラゾールがCYP2C19とCYP3A4の酵素阻害剤であることが原因である。クロピドグレルはそれ自体は不活性なプロドラッグであり、一部がCYP2C19で酸化されて活性体に変化する。CYP2C19の阻害はクロピドグレルの活性化を阻害して、効果を減少させる。
ほとんどのベンゾジアゼピン系薬物は CYP3A4とCYP2D6で代謝されるので、これらの酵素が阻害されるとAUCが増大して作用持続時間が長くなる。そのほか、 CYP3A4で代謝される薬物には、 エスシタロプラム、ワルファリン、オキシコドン、トラマドール、オキシモルホン等がある。これらの薬物の血中濃度はオメプラゾールの併用で増加する。
オメプラゾールは他のPPIと同じくP糖蛋白質の競合阻害薬である。
胃内の酸性度が低下するので、吸収が酸性環境に依存する薬剤（ケトコナゾールやアタザナビル）の吸収は減少し、逆に酸に不安定な抗生物質（CYP3A4強力な阻害薬であるエリスロマイシンなど）の吸収は増加する。
セント・ジョーンズ・ワート（Hypericum perforatum ）やイチョウ（Gingko biloba ）を摂取するとCYP3A4とCYP2C19が誘導されてオメプラゾールの濃度が大きく低下する。
オメプラゾールなどのプロトンポンプ阻害薬はメトトレキサートの血中濃度を増加させる。

## 作用機序
オメプラゾールは選択的不可逆的プロトンポンプ阻害薬である。胃壁細胞表面のH+/K+-ATPアーゼ系を特異的に阻害して胃酸分泌の最後の段階を抑え、胃内の酸性度を弱くする。 
オメプラゾールは分泌刺激の有無によらず胃酸の基礎分泌と刺激分泌の双方を阻害する。
阻害効果は経口投与後1時間以内に現れ、2時間以内に効果が最大となり、72時間まで効果が継続する。オメプラゾール服用中止後、胃酸分泌が元に戻るまでに3〜5日掛かる。オメプラゾールの服用を始めてから定常状態に達するまでには4日掛かる。

## 薬物動態
オメプラゾールは通常3〜6時間以内に小腸から吸収される。腸溶錠を注射薬と比較した場合の生物学的利用能は53.6%であった。
オメプラゾールは他のPPIと同様に活性なH+/K+-ATPアーゼポンプにのみ作用する。このポンプは食物の存在下その消化を補助している。そのため、服用する患者は空腹時にコップ1杯の水で服用する様に指導される。加えて、ほとんどの資料では服用から食事摂取までは30分以上空けることを勧めている（炭酸水素ナトリウムとの合剤である速放錠の場合は60分以上） が、一部には腸溶錠の場合には食事までの時間を空ける必要がないとする資料もある。
オメプラゾールは主に肝臓に存在するシトクロムP450（主にCYP2C19、一部CYP3A4）で完全に代謝される。代謝産物はスルフィニル基が酸化されたスルホン、還元されたスルフィド、ピリジン環4位のメチル基の水酸化体（およびそのカルボン酸）である:31。これらには胃酸抑制作用はない。投与4日以内に、尿中に8割、糞中に2割が排泄される:32。

## 化学的特徴

オメプラゾールは (S)-(−) および (R)-(+)-光学異性体の1：1混合物（ラセミ体）である。

オメプラゾール中の硫黄は3配位の四面体構造を持つので、(S )- と (R )-の光学異性体がある。オメプラゾールはラセミ体で、(S )-体と (R )-体の等量混合物である。壁細胞細管の酸性条件下では、両方の鏡像異性体は分子内転移して光学活性のない分子（スルフェン酸とスルフェンアミド）に変換され（下図参照）、H+/K+ATPアーゼのシステイン残基と結合する:17。こうして壁細胞からの胃酸分泌が停止する。
(S )-異性体のみを光学分割したものが新規医薬品（エソメプラゾール）として別に販売されている。
オメプラゾールの (R )-異性体はin vivo でラセミ化して (S )-異性体へと変化するので、オメプラゾールの (S )-異性体含量は製剤中の (S )-異性体の2倍と考えることができる。このラセミ化はシトクロムP450のアイソザイムの一つであるCYP2C19によって生じるが、この酵素は全てのヒトに等量存在するものではない。酵素活性が低い場合を“低代謝”と呼ぶが、低代謝表現型の割合は人種毎に異なり、アフリカ系アメリカ人で2.0〜2.5%、アジア人で20%超である。CYP2C19の表現形を考慮したテーラーメード医療が成されるべきであるとするゲノム薬理学研究がいくつかある。

### 体液中濃度の測定
治療のモニタリングや入院時の診断の目的でオメプラゾールの血漿中または血清中濃度が測定される血漿中のオメプラゾール濃度は通常0.2〜1.2mg/Lで、過量投与時は1〜6mg/Lである。オメプラゾールとエソメプラゾールを区別するための鏡像体分離クロマトグラフィーが考案されている。

## 開発の経緯
オメプラゾールは米国ではアストラABが1989から販売している。日本では、1991年1月に胃潰瘍、十二指腸潰瘍、吻合部潰瘍、逆流性食道炎、Zollinger-Ellison症候群について承認を取得し、2002年4月にヘリコバクター・ピロリ除菌療法の補助について承認を取得し、2007年5月に非びらん性胃食道逆流症について追加承認を取得した。米国で2001に特許期間が満了してジェネリック医薬品が出回る様になると、アストラゼネカは新薬としてエソメプラゾールを販売し始めた。
1990年、米国の商品名であったLosecが利尿薬のLasix（フロセミド）と紛らわしいとして、米国食品医薬品局が製薬企業に名称変更を要請し、Prilosecと呼ばれる様になったが、今度は抗うつ薬のProzac（フルオキセチン）と混同されている。

## 剤形
オメプラゾール製剤は日本では腸溶錠、注射剤のみである。外国では錠剤、カプセル剤も販売されている。米国では注射剤は承認されていない。吸収前に胃腔の酸性条件で分解されるのを防ぐために多くの経口剤は腸溶剤（腸溶顆粒カプセル剤、腸溶皮膜錠剤等）であり、マルチプルユニットペレットシステム（MUPS）である場合もある。腸溶皮膜のない速放剤も米国では承認されている。
英国では、小児または嚥下能力の低下した患者（経管投与も含む）用として、未承認の製剤であるが腸溶顆粒懸濁内服液が用いられる事もある。